# Black Oak Arkansas
Black Oak Arkansas ist eine Southern-Rock-Band aus den USA, die sich nach ihrem Heimatort Black Oak im Bundesstaat Arkansas benannt hat. Die Band feierte ihre größten Erfolge in den 1970er Jahren, als sie insgesamt zehn Alben in den US-Charts platzieren konnte. Ihr Stil ist geprägt vom Spiel mehrerer Gitarren und der kratzigen Stimme des Sängers Jim ‘Dandy’ Mangrum.

## Bandgeschichte

### The Knowbody Else (1965–1969)
Die Ursprünge von Black Oak Arkansas liegen in den frühen 1960er Jahren, als sich einige Jugendliche aus dem Ort Black Oak im Craighead County von Arkansas zu einer Band namens ‘The Knowbody Else’ zusammenfanden. Das Lineup bestand aus dem Sänger James Mangrum (genannt ‘Jim Dandy’), den drei Gitarristen Rickie Reynolds, Harvey Jett und Artis Brewer, dem Bassisten Pat Daugherty und dem Schlagzeuger Sam Schattenberg. Den Posten des Sängers sollte anfangs noch Ronnie Smith übernehmen, da sich Mangrum für diesen Posten aber als besser erwies, wurde Smith stattdessen zum Manager der Band.
Im Januar 1966 wurden Mangrum, Reynolds und Smith zu vier bis acht Jahren Haft in der Tucker Prison Farm verurteilt, weil sie aus ihrer High School eine Verstärkeranlage für die Band gestohlen hatten. Die Eltern kamen aber für den Schaden auf, sodass die Strafen auf Bewährung ausgesetzt wurden und keiner der drei ins Gefängnis musste. Einige Zeit später siedelte die Band nach Memphis über. Dort erhielt sie ihren ersten Plattenvertrag bei Stax Records und veröffentlichte 1969 das selbstbetitelte Album The Knowbody Else. Der Erfolg blieb allerdings aus und noch im selben Jahr gingen Mangrum und seine Kollegen nach Los Angeles, wo sie sich nach ihrem Heimatort schließlich in ‘Black Oak Arkansas’ umbenannten.

### Aufstieg und Erfolge (1969–1976)
In L.A. unterschrieb die Band einen neuen Plattenvertrag bei ATCO Records, einem Tochterlabel von Atlantic. Der Umzug führte auch zu ersten Besetzungswechseln, denn am Schlagzeug wurde Sam Schattenberg von Wayne Evans ersetzt und für Artis Brewer kam Stanley Knight in die Band. Das Debütalbum unter dem neuen Namen erschien im März 1970, gefolgt von Keep The Faith zwei Jahre danach. Evans stieg nach dieser Platte wieder aus, sodass man für das ebenfalls 1972 veröffentlichte Album If An Angel Came … den zu der Zeit noch unbekannten Schlagzeuger Tommy Aldridge verpflichtete.
Von ihren steigenden Einnahmen kaufte sich die Band bald ein weitläufiges Grundstück im Boone County nahe dem Bull Shoals Lake in Arkansas, wo sie in selbstgebauten Holzhäusern für einige Zeit als Kommune lebte. Zudem wurden nicht unerhebliche Summen für karitative Zwecke und kommunale Projekte in den Nachbargemeinden gespendet. Musikalisch ging es derweil weiter bergauf. Vor allem das Ende 1973 veröffentlichte Album High On The Hog wurde ein kommerzieller Erfolg. Es erreichte Platz 52 der amerikanischen Billboard-Charts und enthielt mit dem LaVern-Baker-Cover „Jim Dandy“ den größten Hit der Band, an dem erstmals auch die befreundete Sängerin Ruby Starr beteiligt war.
Nach zwei weiteren Platten bei ATCO wechselte Black Oak Arkansas Mitte 1975 zu MCA, wo noch im selben Jahr das Album X-Rated erschien. Darüber hinaus gab es den ersten Besetzungswechsel seit längerer Zeit, denn für Harvey Jett stieg nun der Gitarrist James Henderson ein. Die kreativste Phase der Band war aber vorüber und auch mit den folgenden Alben Balls Of Fire und 10 Yr Overnight Success (beide 1976) gelang es den Musikern nicht mehr, an die Erfolge der vorherigen Jahre anzuknüpfen.

### Abgänge und Auflösung (1976–1980)
Ab 1976 zeigte die Band auch ernsthafte Auflösungserscheinungen. Angefangen mit Aldridge wanderte ein Großteil der Besetzung in diesem und im nächsten Jahr ab, sodass Mangrum und Henderson, die einzig verbliebenen Mitglieder, ein nahezu komplett neues Lineup aufstellen mussten. Man engagiert dafür die Gitarristen Greg Reding und Jack Holder, den Bassisten Andy Tanas und den Schlagzeuger Joel Williams. In dieser Besetzung nannte man sich nur noch ‘Black Oak’ und nahm mit Race With The Devil (1977) und I’d Rather Be Sailing (1978) zwei Studioalben für die Plattenfirma Capricorn auf, die aber nicht mehr die Billboard-Charts erreichten.
Ende der 1970er Jahre kam es zu einer Reihe weiterer Umbesetzungen. Hierbei ist vor allem der bei seinem Einstieg erst 14-jährige Gitarrist Shawn Lane zu nennen, der zahlreiche Konzerte mit der Band spielte und später vor allem als Solokünstler in Erscheinung trat. Black Oak bestand indessen fast nur noch aus Begleitmusikern des Sängers Mangrum und als dieser im Jahr 1980 einen Herzinfarkt erlitt, löste er die Band schließlich bis auf Weiteres auf.

### Neuformierung um Mangrum (ab 1984)
Als Mangrum sich nach einiger Zeit wieder erholt hatte, machte er sich an eine Reaktivierung der Band, die von nun an unter seinem Rufnamen ‘Jim Dandy’ firmierte. Für die Neuformierung konnte er auch seinen alten Weggefährten Rickie Reynolds gewinnen, darüber hinaus gelang es ihm aber nicht, ein für längere Zeit stabiles Lineup aufzustellen. 1984 und 1986 erschienen dann mit Ready As Hell und The Black Attack Is Back zwei weitere Studioalben, die sich stilistisch stärker am Hardrock und Metal der Zeit orientierten.
Diese Platten erzielten erneut keine nennenswerten Verkaufserfolge, sodass sich Black Oak Arkansas im neuen Jahrzehnt nie richtig etablieren konnte. In wechselnden Besetzungen blieb man aber weiterhin auf der Bühne präsent und veröffentlichte Ende 1999 nach dreizehn Jahren sogar ein neues Album namens The Wild Bunch, auf dem neben Mangrum und Reynolds nun auch wieder der ursprüngliche Bassist Pat Daugherty zu hören war. Die Band ist bis heute aktiv und hat immer wieder Auftritte in Clubs und auf Festivals.
2015 kam Sammy B. Seauphine als zweite Sängerin neben Mangrum in die Band, um 2019 gemeinsam Underdog Heroes herauszubringen, welches das erste Studioalbum der Band nach einer 20-jährigen Pause ist.

## Besetzungen

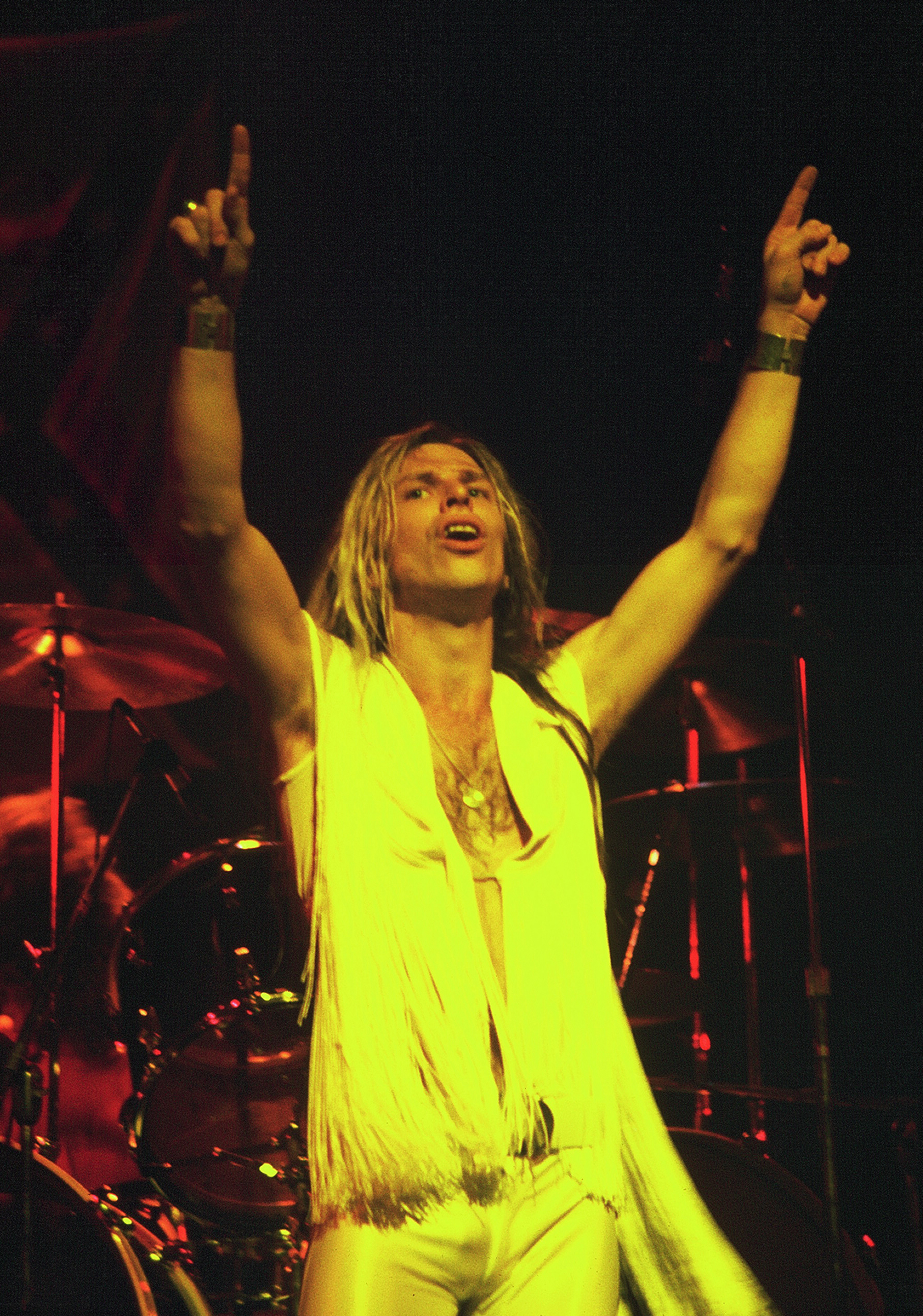
‘Jim Dandy’ Mangrum, 1973

In ihrer klassischen Phase bis Ende der 1970er Jahre spielte Black Oak Arkansas in wenigstens fünf verschiedenen Besetzungen:
| Lineup  | Zeit      | Gesang        | Gitarren        | Gitarren        | Gitarren       | Bass          | Schlagzeug       |
| ------- | --------- | ------------- | --------------- | --------------- | -------------- | ------------- | ---------------- |
| TKE     | 1965–1969 | James Mangrum | Rickie Reynolds | Harvey Jett     | Artis Brewer   | Pat Daugherty | Sam Schattenberg |
| BOA I   | 1969–1972 | James Mangrum | Rickie Reynolds | Harvey Jett     | Stanley Knight | Pat Daugherty | Wayne Evans      |
| BOA II  | 1972–1975 | James Mangrum | Rickie Reynolds | Harvey Jett     | Stanley Knight | Pat Daugherty | Tommy Aldridge   |
| BOA III | 1975–1976 | James Mangrum | Rickie Reynolds | James Henderson | Stanley Knight | Pat Daugherty | Tommy Aldridge   |
| BOA IV  | 1976–1978 | James Mangrum | Greg Reding     | James Henderson | Jack Holder    | Andy Tanas    | Joel Williams    |

weitere Bandmitglieder:
| - Kinley Wolfe – Bass (1976–1982) - Shawn Lane – Gitarre (†, 1977–1981) - Steve Nunenmacher – Gitarre (1984) - Billy Batte – Keyboard, Violine (1984) - William Lemuel – Bass (1984) - Jon Wells – Schlagzeug (1984) - Michael Martin – Gitarre (1986) - Biff Bingham – Gitarre (1986) | - Mike Farriss – Bass (1986) - Mike Fowler – Bass (1986) - Jerry Williams – Schlagzeug (1986) - Rocky Athas – Gitarre (1999) - Sammy B. Seauphine – Gesang (aktuell) - Hal McCormack – Gitarre (aktuell) - George Hughen – Bass (aktuell) - Johnnie Bolin – Schlagzeug (aktuell) |

## Diskografie

### Alben
| Jahr | Titel Musiklabel                                                   | Höchstplatzierung, Gesamtwochen, AuszeichnungChartsChartplatzierungen (Jahr, Titel, Musiklabel, Platzierungen, Wochen, Auszeichnungen, Anmerkungen) | Anmerkungen |
| Jahr | Titel Musiklabel                                                   | US | Anmerkungen |
| ---- | ------------------------------------------------------------------ | --- | ----------- |
| 1971 | Black Oak Arkansas ATCO                                            | US127 Gold · (12 Wo.)US |             |
| 1972 | Keep The Faith ATCO                                                | US103 (10 Wo.)US |             |
| 1972 | If An Angel Came To See You, Would You Make Her Feel At Home? ATCO | US93 (19 Wo.)US |             |
| 1973 | High On The Hog ATCO                                               | US52 Gold · (22 Wo.)US |             |
| 1974 | Street Party ATCO                                                  | US56 (12 Wo.)US |             |
| 1975 | Ain’t Life Grand ATCO                                              | US145 (8 Wo.)US |             |
| 1975 | X-Rated MCA                                                        | US99 (17 Wo.)US |             |
| 1976 | Balls of Fire MCA                                                  | US173 (7 Wo.)US |             |

Weitere Studioalben
- The Knowbody Else (Stax 1969)
- 10 Yr Overnight Success (MCA 1977)
- Race With The Devil (Capricorn 1977)
- I’d Rather Be Sailing (Capricorn 1978)
- Ready As Hell (Heavy Metal America 1984)
- The Black Attack Is Back (Heavy Metal America 1986)
- The Wild Bunch (Cleopatra 1999)
- Underdog Heroes (Purple Pyramid/Cleopatra Records 2019)

### Livealben
| Jahr | Titel                     | Höchstplatzierung, Gesamtwochen, AuszeichnungChartsChartplatzierungen (Jahr, Titel, Platzierungen, Wochen, Auszeichnungen, Anmerkungen) | Anmerkungen |
| Jahr | Titel                     | US | Anmerkungen |
| ---- | ------------------------- | --- | ----------- |
| 1973 | Raunch ‘N’ Roll Live ATCO | US90 Gold · (16 Wo.)US |             |
| 1976 | Live! Mutha ATCO          | US194 (2 Wo.)US |             |

Weitere Livealben
- King Biscuit Flower Hour (Capricorn 1998)
- Live At Royal Albert Hall (S’More 2005)

### Kompilationen
- Early Times (Stax 1974)
- The Best Of Black Oak Arkansas (ATCO 1977)
- Hot & Nasty: The Best Of Black Oak Arkansas (Rhino 1992)
- The Definitive Rock Collection (Rhino 2006)

### Singles
| Jahr | Titel Album                        | Höchstplatzierung, Gesamtwochen, AuszeichnungChartsChartplatzierungen (Jahr, Titel, Album, Platzierungen, Wochen, Auszeichnungen, Anmerkungen) | Anmerkungen |
| Jahr | Titel Album                        | US | Anmerkungen |
| ---- | ---------------------------------- | --- | ----------- |
| 1973 | Jim Dandy High On The Hog          | US25 (13 Wo.)US |             |
| 1976 | Strong Enough To Be Gentle X-Rated | US89 (2 Wo.)US |             |